# 亀山孝一
亀山 孝一（かめやま こういち、1900年8月30日 - 1979年3月25日）は、日本の内務及び厚生官僚、政治家。福島県知事（官選第40代）、衆議院議員（6期）。

## 経歴
岡山県出身。内務官僚亀山理平太、佐登夫妻の長男として生まれる。台北一中、岡山一中、第一高等学校を経て、1924年4月に東京帝国大学法学部法律学科（独法）を卒業。1923年12月、高等試験行政科試験に合格。1924年5月、内務省に入り内務属として衛生局に配属された。
1925年10月、地方警視・岐阜県警察部付となり、山口県警察部特高課長、防疫官兼内務事務官・衛生局付、内務書記官・衛生局医務課長、計画局防空課長、愛知県書記官・警察部長、兵庫県書記官・総務部長、企画院第三部長などを歴任。
1943年7月、福島県知事に就任。1944年4月、厚生省に転じ衛生局長となる。勤労局長を経て、1945年8月、厚生次官に就任。この頃、浪人となっていた特高警察の経歴を持つ者を救済として厚生事務官に採用したとされる。1946年1月まで在任し、同年9月に公職追放となる。1951年8月に公職追放が解除された。
1955年2月、第27回衆議院議員総選挙で岡山県第1区に日本民主党から出馬し当選。第28回総選挙で再選されたが、1960年11月の第29回総選挙で落選。1963年11月の第30回総選挙で当選し、1972年12月の第33回総選挙まで連続3回、通算で6回の当選を果たした。1976年12月の第34回総選挙には出馬せず引退。
裁判官弾劾裁判所裁判員、衆議院地方行政委員長、同建設委員長、自民党代議士会副会長、日本環境衛生工業会会長などを歴任。自治族の重鎮であり「天皇」の異名で知られた。厚生年金事業振興団理事長も務めた。
1976年春の叙勲で勲一等瑞宝章受章（勲三等からの昇叙）。
1979年3月25日死去、78歳。死没日をもって正四位から従三位に叙される。

## 著書・文献
- 『医師の業務上の責任及広告』医海時報社、1925年。
- 『衛生行政法』松華堂書店、1932年。
- 亀山孝一追悼事業実行委員会編『亀山孝一追想録』亀山孝一追悼事業実行委員会、1988年。

## 親族
- 娘婿 柏原及也（内務省官吏）